# Trzcianne (gemeente)
De gemeente Trzcianne is een landgemeente in het Poolse woiwodschap Podlachië, in powiat Moniecki.
De zetel van de gemeente is in Trzcianne.
Op 30 juni 2004 telde de gemeente 4737 inwoners.

## Oppervlakte gegevens
In 2002 bedroeg de totale oppervlakte van gemeente Trzcianne 331,64 km², waarvan:
- agrarisch gebied: 43%
- bossen: 22%

De gemeente beslaat 23,99% van de totale oppervlakte van de powiat.

## Demografie
Stand op 30 juni 2004:
| Omschrijving                   | Totaal | Totaal | Vrouwen | Vrouwen | Mannen | Mannen |
| ------------------------------ | ------ | ------ | ------- | ------- | ------ | ------ |
| eenheid                        | aantal | %      | aantal  | %       | aantal | %      |
| inwoners                       | 4737   | 100    | 2299    | 48,5    | 2438   | 51,5   |
| bevolkingsdichtheid (inw./km²) | 14,3   | 14,3   | 6,9     | 6,9     | 7,4    | 7,4    |

In 2002 bedroeg het gemiddelde inkomen per inwoner 1463,56 zł.

## Plaatsen
Barwik, Boguszewo, Boguszki, Brzeziny, Budy, Chojnowo, Dobarz, Gać, Giełczyn, Gugny, Kleszcze, Kołodzieje, Korczak, Krynica, Laskowiec, Milewo, Mroczki, Niewiarowo, Nowa Wieś, Okrągłe, Pisanki, Pólko, Stare Bajki, Stójka, Szorce, Trzcianne, Wilamówka, Wyszowate, Zajki, Zubole, Zucielec.

## Aangrenzende gemeenten
Goniądz, Jedwabne, Krypno, Mońki, Radziłów, Tykocin, Wizna, Zawady